# Бандикутовые
Бандику́товые (лат. Peramelidae) — семейство сумчатых млекопитающих. Распространены в Австралии, Новой Гвинее и на нескольких восточных островах Индонезии.

## Описание
Бандикутовые — небольшие животные, живущие на поверхности земли. Их задние лапы более длинные, чем передние, из-за чего их передвижение похоже на заячье. Когти на передних лапах используются для рытья земли в поисках пищи. Бандикуты живут поодиночке и активны главным образом в ночное время. Они всеядны: к их пище относятся насекомые, небольшие позвоночные и растительный материал.

## Классификация
Бандикутовые делятся на три подсемейства, отличительными признаками которых являются форма черепа, а также разные ареалы.
- Подсемейство Peramelinae
  - Род Isoodon — Коротконосые бандикуты
  - Род Perameles — Длинноносые бандикуты, или носатые сумчатые барсуки
- Подсемейство Peroryctinae
  - Род Peroryctes — Новогвинейские бандикуты
- Подсемейство Echymiperinae
  - Род Echymipera — Колючие бандикуты
  - Род Microperoryctes — Мышевидные бандикуты
  - Род Rhynchomeles — Церамские бандикуты